# Parsamaan
Parsamaan is een bestuurslaag in het regentschap Padang Lawas Utara van de provincie Noord-Sumatra, Indonesië. Parsamaan telt 510 inwoners (volkstelling 2010).